# Список гор Швеции
Ниже представлен список гор Швеции.

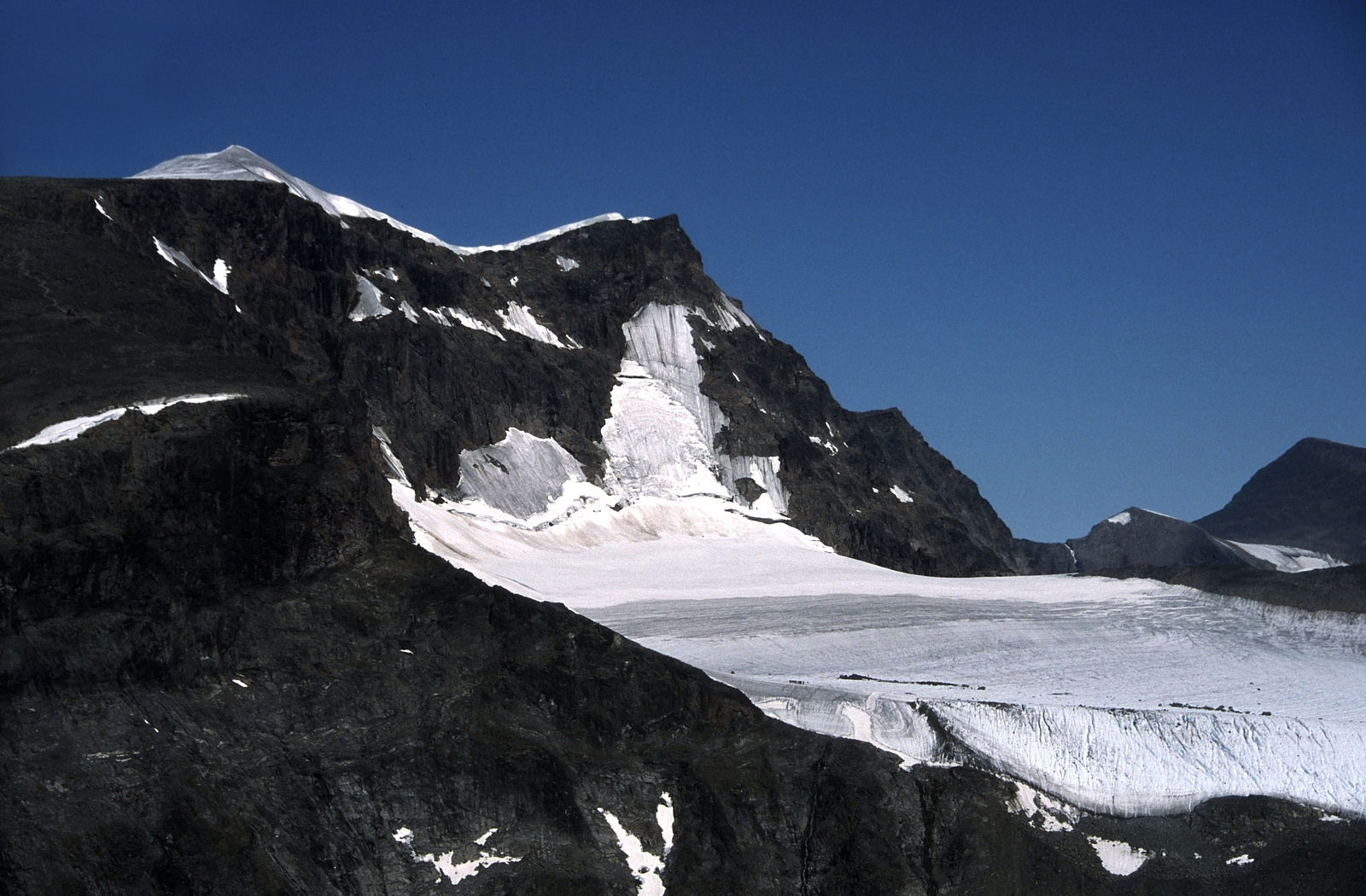
Две вершины горы Кебнекайсе.

В Швеции находится 12 вершин, высота которых превышает 2000 м.
| №  | Гора                          | Высота, м |
| -- | ----------------------------- | --------- |
| 1  | Кебнекайсе, южная вершина     | 2104      |
| 2  | Кебнекайсе, северная вершина  | 2097      |
| 3  | Сарекчокко                    | 2089      |
| 4  | Каскасачокко                  | 2076      |
| 5  | Сарекчокко, северная вершина  | 2056      |
| 6  | Каскасапакте                  | 2043      |
| 7  | Сарекчокко, южная вершина     | 2023      |
| 8  | Акка                          | 2016      |
| 9  | Акка, северо-западная вершина | 2010      |
| 10 | Сарекчокко                    | 2010      |
| 11 | Портечокко                    | 2005      |
| 12 | Палкатчокко                   | 2002      |